# Гюнай, Эртугрул
Эртугрул Гюнай (род. 1 марта 1948) — турецкий политик.

## Биография
Родился 1 марта 1948 года в городе Орду. В 1969 году окончил юридический факультет Стамбульского университета со степенью бакалавра. В 1977 году был избран членом Великого национального собрания от Республиканской народной партии как самый молодой депутат. Считавшийся одним из самых левых депутатов РНП Гюнай был арестован после переворота 1980 года по обвинению в связях с леворадикальным движением «Революционный путь». 
После заключения продолжил свою деятельность в Социал-демократической народной партии, занимая должности её председателя в Анкаре (1986—1987) и заместителя генерального секретаря (1990—1991). В 2004 году был исключён из партии после конфликта с лидером партии Денизом Байкалом (которого в 1970-х поддерживал в противостоянии с Бюлентом Эджевитом). Заключил «левоисламистский» союз с экс-депутатом Мехаметом Бекароглу, однако позднее вступил в партию Справедливости и развития.
В 2007 году был избран членом Великого национального собрания, переизбран в 2011 году. 29 августа 2007 года получил пост министра культуры и туризма, который покинул после перестановок в правительстве в январе 2013 года. 27 декабря 2013 года он вышел из правящей партии в ответ на поразивший её коррупционный скандал.

## Награды
В 2009 году Гюнаю была присвоена степень доктора философии университетом Адыяман. За укрепление двухсторонних отношений между Венгрией и Турцией награждён венгерским орденом Заслуг. Также был награждён почётным знаком «За заслуги перед Австрийской Республикой». В октябре 2012 года был награждён бельгийским орденом Леопольда II.

## Личная жизнь
Женат, двое детей.